# 5 de janeiro
5 de janeiro é o 5.º dia do ano no calendário gregoriano. Faltam 360 dias para acabar o ano (361 em anos bissextos).

## Eventos históricos

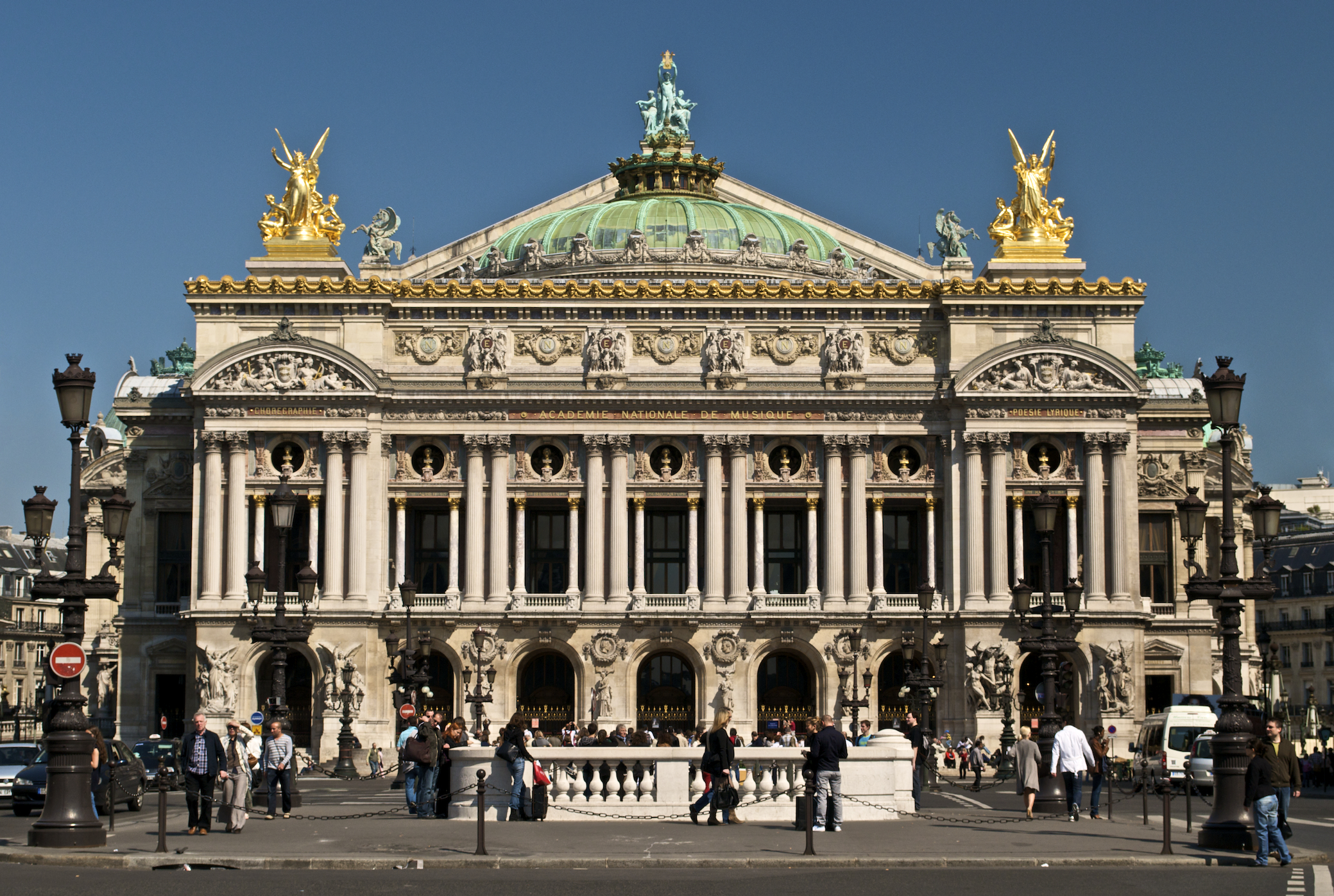
1875: Inaugurado em Paris o Palais Garnier.

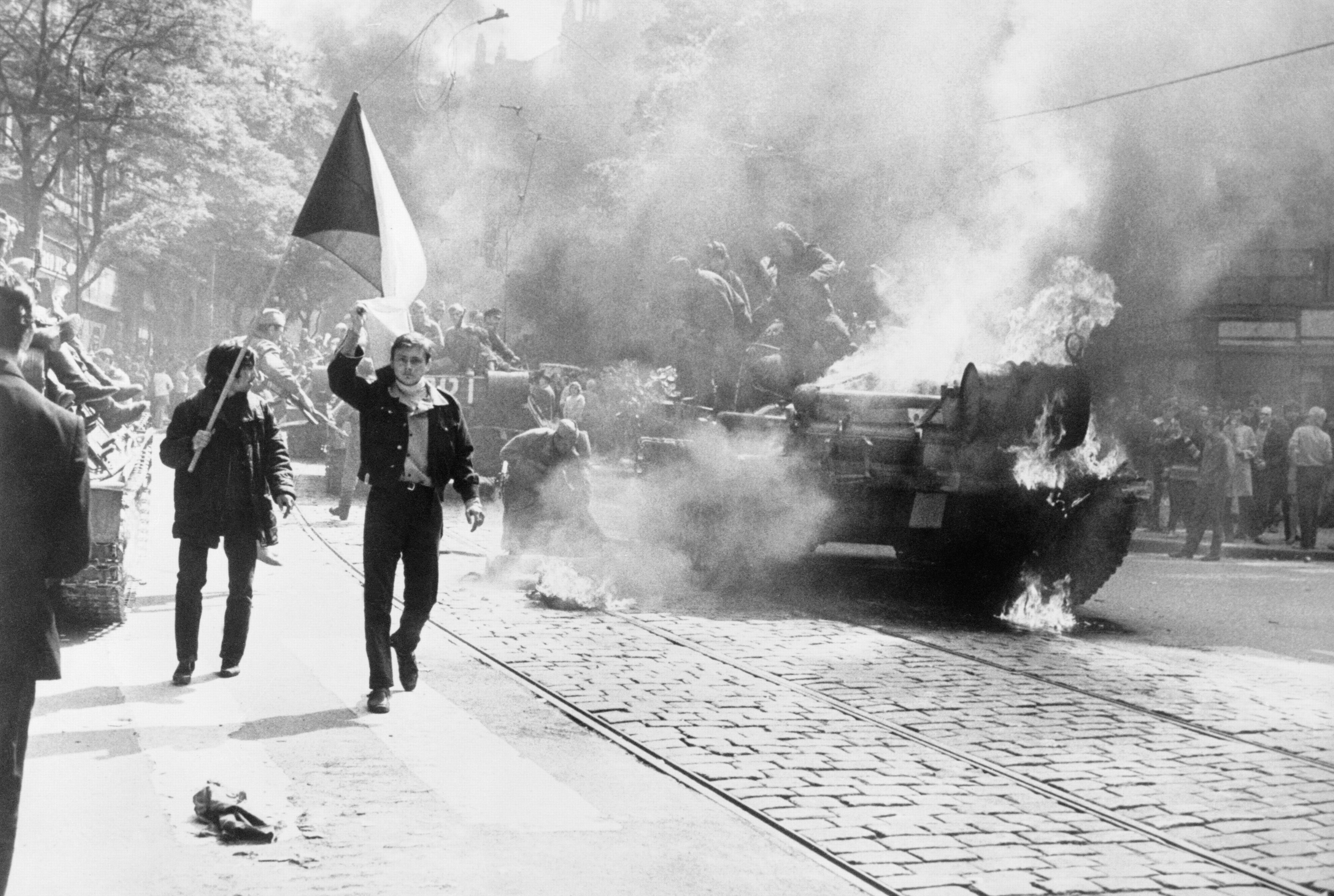
1968: Início da Primavera de Praga.

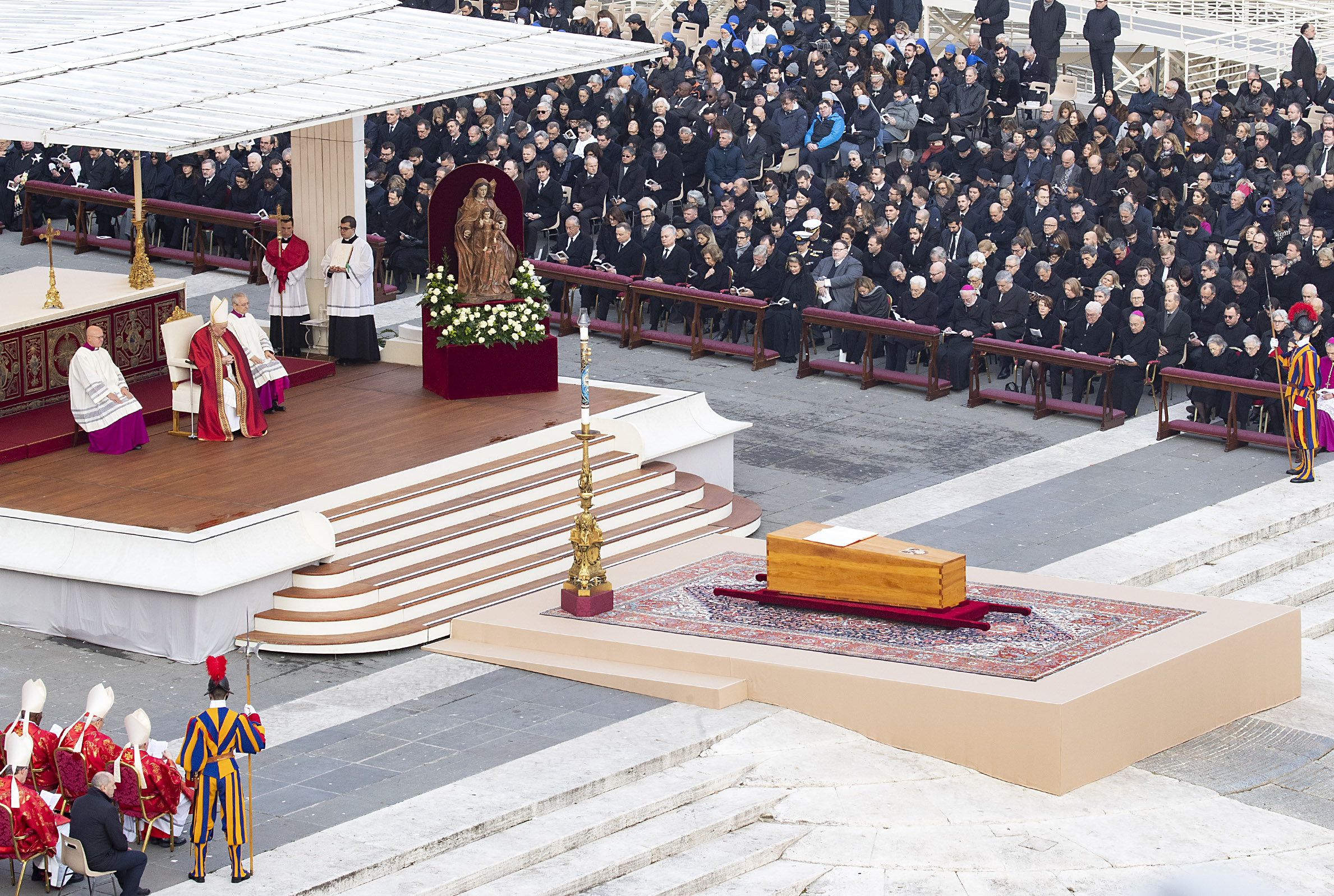
2023: Funeral de Bento XVI.

- 1066 — O rei inglês Eduardo, o Confessor, morre sem deixar filhos, provocando uma crise de sucessão que acabará por levar à Conquista normanda da Inglaterra.
- 1477 — Batalha de Nancy: Carlos, o Temerário, é derrotado e morto em conflito com Renato II da Lorena; A Borgonha posteriormente se torna parte da França.[1]
- 1500 — Duque Ludovico Sforza reconquista Milão.
- 1527 — Felix Manz, um líder da congregação anabatista em Zurique, na Suíça (na época um dos estados constituintes do Sacro Império Romano-Germânico, atual Alemanha), é executado por afogamento.
- 1675 — Batalha de Colmar: o exército da França derrota os de Brandemburgo-Prússia e do Sacro Império Romano-Germânico.
- 1728 — Fundação da Universidade de Havana, na Capitania Geral de Cuba, Vice-reino da Nova Espanha, Império Espanhol.
- 1757 — Luís XV da França sobrevive a uma tentativa de assassinato por Robert-François Damiens, a última pessoa a ser executada na França por tortura e esquartejamento, a forma tradicional e horrível de pena capital utilizada para regicidas.
- 1781 — Guerra de Independência dos Estados Unidos: Richmond, Virgínia, é incendiada pelas forças navais da metrópole britânica, lideradas por Benedict Arnold.
- 1822 — O governo da América Central vota pela anexação total ao Primeiro Império Mexicano.
- 1875 — Inaugurado em Paris o Palais Garnier, uma das casas de ópera mais famosas do mundo.
- 1895 — Caso Dreyfus: os galões de oficial do militar francês Alfred Dreyfus, de religião judaica, são retirados numa cerimônia humilhante e este é condenado à prisão perpétua na Ilha do Diabo.
- 1900 — O líder nacionalista irlandês John Edward Redmond convoca uma revolta contra o domínio britânico.[2]
- 1912 — É aberta a sexta Conferência Pan-Russa do Partido Operário Social-Democrata Russo (Conferência de Praga). No decorrer da conferência, Vladimir Lenin e seus apoiadores romperam com o resto do partido para formar o movimento bolchevique.[3]
- 1913 — Primeira Guerra Balcânica: começa a Batalha de Lemnos; o almirante grego Pavlos Kountouriotis força a frota turca a recuar para sua base nos Dardanelos, da qual não se aventurou a sair pelo resto da guerra.
- 1914 — A Ford Motor Company anuncia uma jornada de oito horas e um adicional mínimo diário de 5 dólares no salário mais bônus.
- 1919 — Fundado o Partido Alemão dos Trabalhadores, que se tornaria o Partido Nazista.
- 1933 — Início da construção da Ponte Golden Gate na Baía de São Francisco.
- 1941 — A piloto de 37 anos, Amy Johnson, a primeira mulher a voar sozinha de Londres para a Austrália, desaparece depois de ter saltado de paraquedas de seu avião sobre o rio Tâmisa, e presume-se morta.
- 1944 — Daily Mail se torna o primeiro jornal transoceânico.
- 1945 — A União Soviética reconhece o novo Governo Provisório pró-soviético da República da Polônia.[4]
- 1949 — Harry S. Truman, presidente dos Estados Unidos, lança seu programa Fair Deal.
- 1950 — No desastre aéreo de Sverdlovsk, todas as 19 pessoas a bordo morrem, incluindo quase toda a equipe nacional de hóquei no gelo (VVS Moscou) da Força Aérea Soviética - 11 jogadores, bem como um médico da equipe e um massagista.
- 1953 — A peça de teatro Esperando Godot de Samuel Beckett estreia em Paris.
- 1957 — Em discurso no Congresso dos Estados Unidos, o presidente americano, General Dwight D. Eisenhower, anuncia o estabelecimento do que mais tarde será chamado de Doutrina Eisenhower.
- 1967 — Revolução Cultural: a Comuna do Povo de Xangai é estabelecida após a tomada do poder das autoridades municipais locais por revolucionários, durou menos de um mês antes de ser substituído pelo governo.[5]
- 1968 — Alexander Dubček chega ao poder; a "Primavera de Praga" começa na Tchecoslováquia.
- 1969 — A sonda espacial Venera 5 é lançada do cosmódromo de Baikonur.
- 1970 — O terremoto de Tonghai de 7,1 Mw sacode o condado de Tonghai, província de Iunã, China, com uma intensidade máxima de Mercalli de X. Sabe-se que entre 10 000 e 15 000 pessoas foram mortas e cerca de outras 26 000 ficaram feridas.[6]
- 1972 — O presidente dos Estados Unidos, Richard Nixon, anuncia o programa do ônibus espacial.[7]
- 1974 — A temperatura mais quente medida com segurança dentro do Círculo Polar Antártico, de +15 °C, é registrada na estação Vanda.
- 1976 — Khmer Vermelho proclama a Constituição do Kampuchea Democrático.
- 1991
  - Forças georgianas entram em Tskhinvali, a capital da Ossétia do Sul, dando início à Guerra da Ossétia do Sul de 1991-1992.
  - Guerra Civil da Somália: a embaixada dos Estados Unidos na Somália em Mogadíscio é evacuada por helicóptero dias após o início da violência em Mogadíscio.[8]
- 2005 — Descoberto Éris, o segundo maior planeta anão conhecido do Sistema Solar, usando imagens originalmente realizadas em 21 de outubro de 2003, pelo Observatório Palomar.
- 2011 – Ex-futebolista Wanderson de Paula Sabino, mais conhecido como Somália, finge um sequestro falso para justificar sua ausência no primeiro treino daquele ano no Botafogo de Futebol e Regatas [9]
- 2014 — Lançamento do satélite de comunicação GSAT-14 a bordo do GSLV MK.II D5 marca o primeiro voo bem-sucedido de um motor criogênico indiano.
- 2017 — Formação de excepcional onda de frio afeta a Europa e causa a morte de pelo menos 60 pessoas ao longo de uma única semana.
- 2021 — Após três anos de crise diplomática, Arábia Saudita reabre sua fronteira com Catar.
- 2023 — É realizado na Praça de São Pedro o funeral do Papa Bento XVI, com um público de 50 mil pessoas.[10]
- 2025 — Na 82ª edição do Globo de Ouro, em Los Angeles, a atriz Fernanda Torres se torna a primeira brasileira a ganhar o prêmio, por sua atuação no filme Ainda Estou Aqui, de Walter Salles.

## Nascimentos

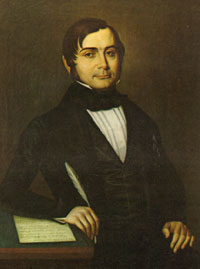
Manuel da Silva Passos

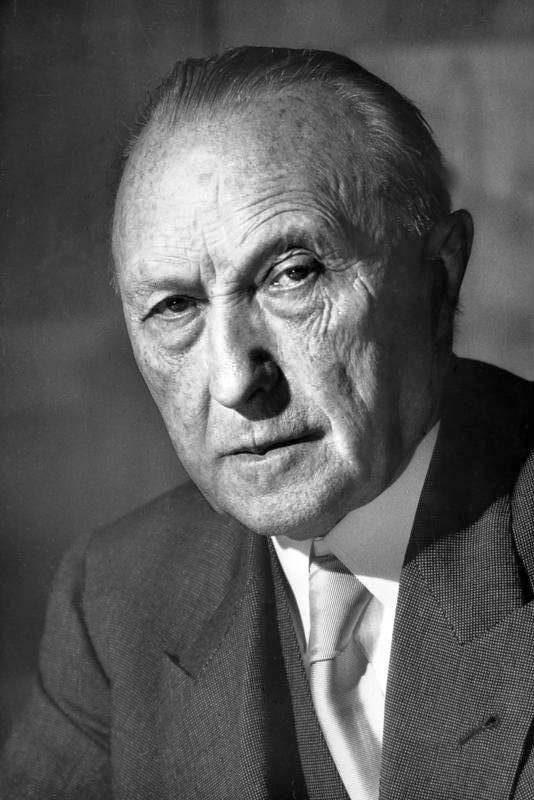
Konrad Adenauer

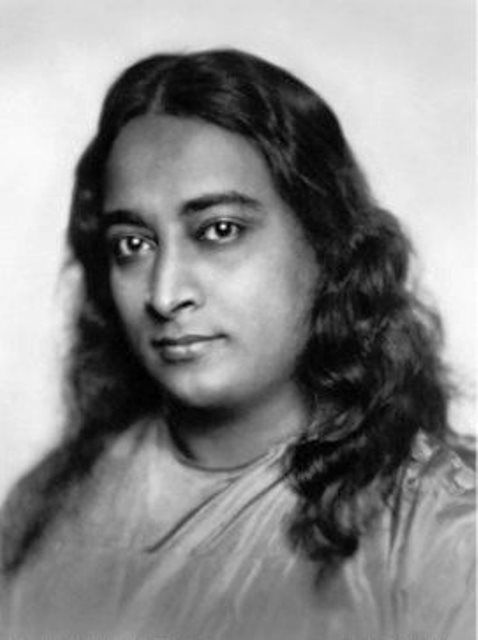
Paramahansa Yogananda

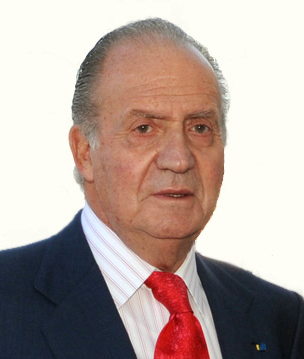
Juan Carlos da Espanha

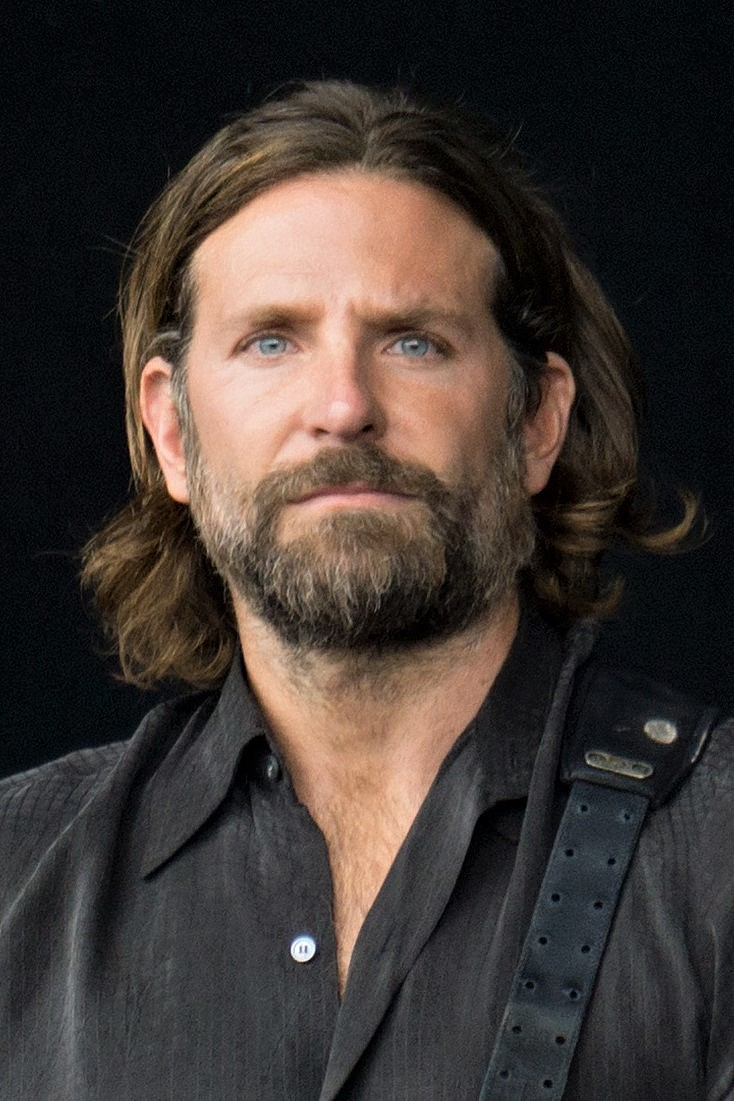
Bradley Cooper

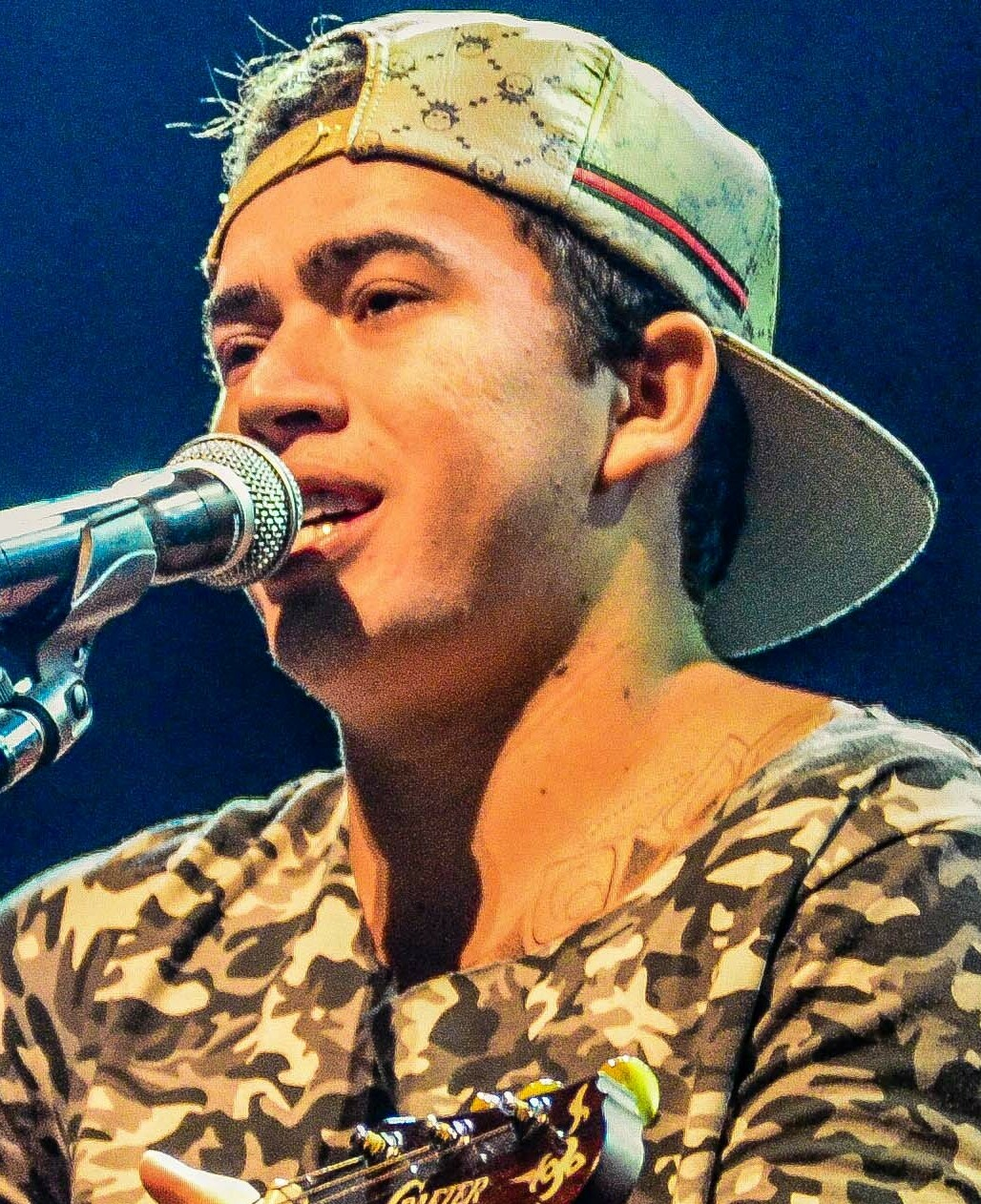
Whindersson Nunes

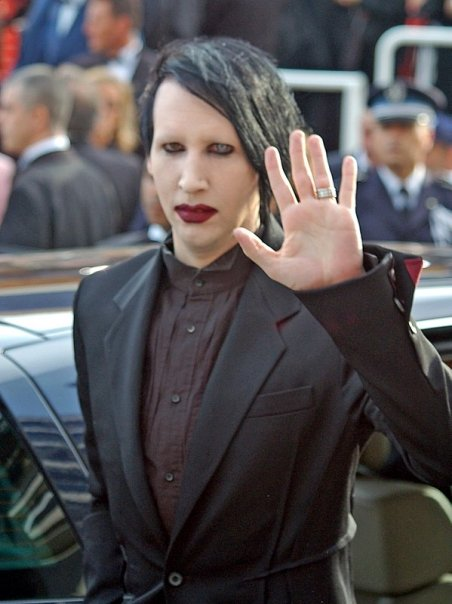
Marilyn Manson

### Anteriores ao século XIX
- 1209 — Ricardo, 1.º Conde da Cornualha, príncipe inglês, rei nominal da Alemanha (m. 1272).
- 1548 — Francisco Suárez, sacerdote, filósofo e teólogo espanhol (m. 1617).
- 1592 — Shah Jahan, imperador mogol (m. 1666).
- 1762 — Constanze Weber, esposa do compositor Mozart (m. 1842).
- 1767 — Jean-Baptiste Say, economista e acadêmico francês (m. 1832).
- 1779
  - Stephen Decatur, comodoro norte-americano (m. 1820).
  - Zebulon Pike, general e explorador norte-americano (m. 1813).

### Século XIX
- 1805 — Manuel da Silva Passos, político português (m. 1862).
- 1838 — Camille Jordan, matemático e acadêmico francês (m. 1922).
- 1846
  - Rudolf Eucken, filósofo e escritor alemão (m. 1926).
  - Mariam Baouardy, freira católica síria; posteriormente canonizada (m. 1878).
- 1855
  - King Camp Gillette, empresário norte-americano (m. 1932).
  - Raimundo Teixeira Mendes, filósofo e matemático brasileiro (m. 1927).
- 1861 — Maikki Friberg, ativista, jornalista e educadora finlandesa (m. 1927).
- 1865 — Julio Garavito Armero, astrônomo e economista colombiano (m. 1920).
- 1867 — Dimítrios Gúnaris, advogado e político grego (m. 1922).
- 1874 — Joseph Erlanger, fisiologista e acadêmico norte-americano (m. 1965).
- 1876 — Konrad Adenauer, advogado e político alemão (m. 1967).
- 1879 — Hans Eppinger, médico e acadêmico austríaco (m. 1946).
- 1880 — Nicolai Medtner, pianista e compositor russo (m. 1951).
- 1881 — Pablo Gargallo, escultor e pintor espanhol (m. 1934).
- 1886 — Markus Reiner, físico e engenheiro israelense (m. 1976).
- 1893 — Paramahansa Yogananda, guru e filósofo indo-americano (m. 1952).
- 1895 — A. Edward Sutherland, cineasta norte-americano (m. 1973).
- 1898 — Józef Engling, religioso católico alemão (m. 1918).

### Século XX

#### 1901–1950
- 1902 — Hubert Beuve-Méry, jornalista francês (m. 1989).
- 1905 — Roland Caillaux, ator, artista e pintor francês (m. 1977).
- 1906 — Kathleen Kenyon, arqueóloga e acadêmica britânica (m. 1978).
- 1907 — Volmari Iso-Hollo, atleta finlandês (m. 1969).
- 1909 — Stephen Kleene, matemático e cientista da computação norte-americano (m. 1994).
- 1910 — John Lovelock, corredor e jornalista neozelandês (m. 1949).
- 1911 — Jean-Pierre Aumont, ator e roteirista francês (m. 2001).
- 1914
  - Nicolas de Staël, pintor e ilustrador russo-francês (m. 1955).
  - George Reeves, ator e diretor norte-americano (m. 1959).
- 1915
  - Arthur H. Robinson, geógrafo e cartógrafo canadense (m. 2004).
  - Humberto Teixeira, músico e compositor brasileiro (m. 1979).
- 1917
  - Wieland Wagner, diretor e produtor alemão (m. 1966).
  - Jane Wyman, atriz norte-americana (m. 2007).
- 1920
  - Arturo Benedetti Michelangeli, pianista e educador italiano (m. 1995).
  - Hermínio C. Miranda, pesquisador e escritor espírita brasileiro (m. 2013).
- 1921
  - Friedrich Dürrenmatt, escritor e dramaturgo suíço (m. 1990).
  - João, Grão-Duque de Luxemburgo, soldado e aristocrata luxemburguês (m. 2019).
- 1923 — Sam Phillips, apresentador e produtor de rádio norte-americano (m. 2003).
- 1926 — W. D. Snodgrass, poeta norte-americano (m. 2009).
- 1928
  - Zulfikar Ali Bhutto, advogado e político paquistanês (m. 1979).
  - Walter Mondale, soldado, advogado e político norte-americano (m. 2021).
- 1929 — Aulis Rytkönen, futebolista finlandês (m. 2014).
- 1930 — Carlos Aboim Inglez, intelectual e político português (m. 2002).
- 1931
  - Alvin Ailey, dançarino e coreógrafo norte-americano (m. 1989).
  - Alfred Brendel, pianista, poeta e escritor austríaco.
  - Lutero Luiz, ator brasileiro (m. 1990).
  - Robert Duvall, ator e diretor de filmes estadunidense.
- 1932 — Umberto Eco, escritor e filósofo italiano (m. 2016).
- 1934 — Phil Ramone, compositor e produtor sul-africano-americano (m. 2013).
- 1938
  - Juan Carlos da Espanha.
  - Ngũgĩ wa Thiong'o, escritor e dramaturgo queniano.
- 1939 — Cláudio Coutinho, treinador brasileiro (m. 1981).
- 1940 — Pim de la Parra, cineasta neerlandês.
- 1941
  - Chuck McKinley, tenista norte-americano (m. 1986).
  - Hayao Miyazaki, animador, diretor e roteirista japonês.
- 1942
  - Maurizio Pollini, pianista e maestro italiano (m. 2024).
  - Charlie Rose, jornalista e apresentador de talk show norte-americano.
- 1943
  - Murtaz Khurtsilava, ex-futebolista e treinador georgiano.
  - Carolyn Schuler, ex-nadadora americana (m. 2024).
- 1944
  - Carolyn McCarthy, enfermeira e política norte-americana.
  - Ed Rendell, político norte-americano.
- 1945 — Roger Spottiswoode, diretor, roteirista e editor canadense.
- 1946
  - Diane Keaton, atriz, diretora e empresária estadunidense.
  - Tomohito de Mikasa, príncipe japonês (m. 2012).
- 1947
  - Herman te Riele, matemático neerlandês.
  - Rita Kühne, ex-atleta alemã.
- 1948 — Miklós Perényi, violoncelista e professor de música húngaro.
- 1949 — Erich Buck, ex-patinador artístico alemão.
- 1950 — Chris Stein, guitarrista, compositor e produtor norte-americano.

#### 1951–2000
- 1951 — Leda Nagle, jornalista brasileira.
- 1952 — Uli Hoeneß, ex-futebolista e dirigente esportivo alemão.
- 1953 — George Tenet, funcionário público e acadêmico norte-americano.
- 1954 — László Krasznahorkai, escritor e roteirista húngaro.
- 1955
  - Jean-Yves Haby, político francês.
  - Giovanni d'Aniello, diplomata e arcebispo católico italiano.
- 1956 — Frank-Walter Steinmeier, acadêmico e político alemão.
- 1957 — David Fairclough, ex-futebolista inglês.
- 1958 — Junko Yagami, cantora e compositora japonesa.
- 1959 — Clancy Brown, ator e dublador norte-americano.
- 1960
  - Glenn Strömberg, ex-futebolista e locutor esportivo sueco.
  - Tuca Nascimento, cantor e compositor de música gospel brasileiro.
- 1961 — Iris DeMent, cantora, compositora e guitarrista norte-americana.
- 1962
  - Suzy Amis, atriz e modelo norte-americana.
  - Danny Jackson, jogador e empresário de beisebol norte-americano.
  - Ted Poley, baterista estado-unidense.
- 1963 — Luís Carlos Winck, ex-futebolista e treinador brasileiro de futebol.
- 1965
  - Vinnie Jones, ator e ex-futebolista britânico.
  - Patrik Sjöberg, saltador sueco.
- 1966 — Héctor Baldassi, ex-árbitro de futebol argentino.
- 1967 — Markus Söder, político alemão.
- 1968 — DJ Bobo, produtor musical suíço.
- 1969 — Marilyn Manson, cantor, compositor, ator e diretor norte-americano.
- 1970 — Maurício Manfrini, ator e humorista brasileiro.
- 1971 — Dorgival Dantas, cantor, compositor, instrumentista e produtor musical brasileiro.
- 1972 — Sákis Rouvás, cantor, compositor, produtor e ator grego.
- 1974 — Iwan Thomas, ex-velocista britânico.
- 1975 — Bradley Cooper, ator e produtor estadunidense.
- 1976 — Diego Tristán, futebolista espanhol.
- 1977 — Oluniké Adeliyi, atriz canadense.
- 1978
  - January Jones, atriz norte-americana.
  - Franck Montagny, automobilista francês.
- 1979 — Blanca Soto, atriz mexicana.
- 1980
  - Sebastian Deisler, ex-futebolista alemão.
  - Paulo César Rocha Rosa, futebolista brasileiro.
- 1981 — Deadmau5, produtor musical canadense.
- 1982
  - Janica Kostelić, esquiadora croata.
  - Jaroslav Plašil, futebolista tcheco.
  - Kjersti Buaas, snowboarder norueguesa.
- 1983
  - Júlia Almeida, atriz brasileira.
  - Marcelo Nicácio, futebolista brasileiro.
- 1984 — Ikechukwu Uche, futebolista nigeriano.
- 1985
  - Diego Vera, futebolista uruguaio.
  - Wellington Saci, futebolista brasileiro.
- 1986 — Deepika Padukone, atriz indiana.
- 1987
  - Jason Mitchell, ator americano.
  - Fabiola Guajardo, atriz e modelo mexicana.
- 1988
  - Azizulhasni Awang, ciclista de pista malaio.
  - Baba Diawara, futebolista senegalês.
  - Nikola Kalinić, futebolista croata.
- 1989 — Krisztián Németh, futebolista húngaro.
- 1990 — Leroy Fer, futebolista neerlandês.
- 1991 — Denis Alibec, futebolista romeno.
- 1992 — Phakphum Romsaithong, ator, cantor e modelo tailandês.
- 1993 — Franz Drameh, ator britânico.
- 1994 — Gustavo Scarpa, futebolista brasileiro.
- 1995 — Whindersson Nunes, youtuber e comediante brasileiro.
- 1996
  - Max Baldry, ator inglês.
  - Tyler Ulis, jogador de basquete norte-americano.
  - Zinédine Machach, futebolista francês.
  - Malachi Richardson, jogador de basquete norte-americano.
  - Emma Bolger, atriz irlandesa.
  - Kathryn Dean, cantora americana.
- 1997 — Jesús Vallejo, futebolista espanhol
- 1998 — Carles Aleñá, futebolista espanhol.
- 1999 — Luís Maximiano, futebolista português.
- 2000 — Roxen, cantora romena.

### Século XXI
- 2001 — Mootez Zaddem, futebolista tunisiano.
- 2002 — Dylan Borrero, futebolista colombiano.
- 2004 — Ahn Ji-ho, ator sul-coreano.
- 2009 — Walker Scobell, ator americano.

## Mortes

### Anteriores ao século XIX
- 0842 — Almotácime, califa abássida (n. 796).
- 1066 — Eduardo, o Confessor, rei inglês (n. 1004).
- 1382 — Filipa Plantageneta, condessa de Ulster (n. 1355).
- 1430 — Filipa da Inglaterra, rainha da Dinamarca, Noruega e Suécia (n. 1394).
- 1477 — Carlos, Duque da Borgonha (n. 1433).
- 1527 — Felix Manz, mártir suíço (n. 1498).
- 1578 — Giulio Clovio, pintor dálmata (n. 1498).
- 1589 — Catarina de Médici, rainha consorte da França (n. 1519).
- 1625 — Simon Marius, astrónomo alemão (n. 1573).
- 1675 — Leonor Sofia de Eslésvico-Holsácia-Sonderburgo (n. 1603).
- 1711 — Manuel Botelho de Oliveira, político e poeta brasileiro (n. 1636).
- 1740 — Antonio Lotti, compositor e educador italiano (n. 1667).
- 1762 — Isabel da Rússia (n. 1709).

### Século XIX
- 1858 — Josef Wenzel Radetzky von Radetz, marechal austríaco (n. 1766).
- 1885 — Peter Christen Asbjørnsen, escritor e estudioso norueguês (n. 1812).
- 1888 — Henri Herz, pianista e compositor austríaco (n. 1803).
- 1891 — Emma Abbott, cantora lírica e empresária teatral norte-americana (n. 1850).
- 1899 — Ezra Otis Kendall, astrônomo e matemático estadunidense (n. 1818).

### Século XX
- 1904 — Karl Alfred von Zittel, paleontólogo e geólogo alemão (n. 1839).
- 1910 — Léon Walras, economista e acadêmico franco-suíço (n. 1834).
- 1922 — Ernest Henry Shackleton, marinheiro e explorador anglo-irlandês (n. 1874).
- 1929 — Nicolau Nikolaevich, general russo (n. 1856).
- 1933 — Calvin Coolidge, advogado e político norte-americano (n. 1872).
- 1936 — Ramón María del Valle-Inclán, escritor espanhol (n. 1866).
- 1941 — Amy Johnson, pioneira da aviação britânica (n. 1903).
- 1942 — Tina Modotti, fotógrafa, modelo, atriz e ativista italiana (n. 1896).
- 1943 — George Washington Carver, botânico, educador e inventor norte-americano (n. 1864).
- 1952 — Victor Hope, 2.º Marquês de Linlithgow, coronel e político britânico (n. 1887).
- 1956 — Mistinguett, atriz e cantora francesa (n. 1875).
- 1962 — Per Thorén, patinador artístico sueco (n. 1885).
- 1963 — Rogers Hornsby, jogador, treinador e gerente de beisebol norte-americano (n. 1896).
- 1970 — Max Born, físico e matemático alemão (n. 1882).
- 1971 — Douglas Shearer, engenheiro e designer de som canadense-americano (n. 1899).
- 1972 — Tevfik Rüştü Aras, médico e político turco (n. 1883).
- 1974 — Lev Oborin, pianista e educador russo (n. 1907).
- 1979 — Charles Mingus, baixista e compositor norte-americano (n. 1922).
- 1981
  - Harold Clayton Urey, químico e astrônomo estadunidense (n. 1893).
  - Lanza del Vasto, poeta e filósofo italiano (n. 1901).
- 1982 — Hans Conried, ator norte-americano (n. 1917).
- 1985 — Robert Surtees, cineasta norte-americano (n. 1906).
- 1987 — Herman Smith-Johannsen, esquiador norueguês-canadense (n. 1875).
- 1990 — Arthur Kennedy, ator norte-americano (n. 1914).
- 1991 — Vasko Popa, poeta e acadêmico sérvio (n. 1922).
- 1994
  - Tip O'Neill, político norte-americano (n. 1912).
  - Cláudia Magno, atriz e dançarina brasileira (n. 1958).
- 1997 — André Franquin, escritor e ilustrador belga (n. 1914).
- 1998
  - João Acácio Pereira da Costa, criminoso brasileiro (n. 1942)
  - Sonny Bono, cantor, ator e político estadunidense (n. 1935)

### Século XXI
- 2001 — Aldo César, ator e dublador brasileiro (n. 1928).
- 2003 — Roy Jenkins, político britânico (n. 1920).
- 2007 — Momofuku Ando, industrial chinês (n. 1910).
- 2008 — Luiz Pacheco, escritor português (n. 1925).
- 2009 — Adolf Merckle, empresário e investidor alemão (n. 1934).
- 2010
  - Beverly Aadland, atriz norte-americano (n. 1942).
  - Kenneth Noland, pintor norte-americano (n. 1924).
  - Willie Mitchell, músico e produtor musical norte-americano (n. 1928).
- 2011 — Lily Marinho, socialite brasileira (n. 1920).
- 2012 — Isaac Díaz Pardo, pintor e escultor espanhol (n. 1920).
- 2014
  - Carmen Zapata, atriz norte-americana (n. 1927).
  - Eusébio, futebolista e treinador moçambicano-português (n. 1942).
  - Nelson Ned, cantor brasileiro (n. 1947).
- 2015 — Jean-Pierre Beltoise, automobilista francês (n. 1937).
- 2016
  - Pierre Boulez, pianista, compositor e maestro francês (n. 1925).
  - Antônio Pompêo, ator e artista plástico brasileiro (n. 1953).
- 2018
  - Thomas Bopp, astrônomo norte-americano (n. 1949).
  - John Young, astronauta norte-americano (n. 1930).
  - Jerry Van Dyke, ator norte-americano (n. 1931).
  - Carlos Heitor Cony, jornalista brasileiro (n. 1926).
- 2019 — Dragoslav Šekularac, futebolista e treinador sérvio (n. 1937).
- 2021
  - Colin Bell, futebolista britânico (n. 1946).
  - Bonifácio José Tamm de Andrada, jornalista, cientista político e político brasileiro (n. 1930).
- 2022 – Maria José Cavaco, artista plástica portuguesa (n. 1967).
- 2024 – Zagallo, futebolista e treinador brasileiro (n. 1931).

## Feriados e eventos cíclicos

### Brasil
- Dia Nacional da Tipografia

### Cristianismo
- João Neumann
- Eduardo, o Confessor
- Genoveva Torres Morales
- Papa Telésforo
- Simeão Estilita, o Antigo

## Outros calendários
- No calendário romano era o dia das nonas de janeiro.
- No calendário litúrgico tem a letra dominical E para o dia da semana.
- No calendário gregoriano a epacta do dia é xxvi.